# Igor Chenkin
Igor Borisowicz Chenkin, ros. Игорь Борисович Хенкин (ur. 12 marca 1968 we Włodzimierzu nad Klaźmą) – rosyjski szachista, w latach 1993–1997 reprezentant Izraela, w 1998 – Rosji, od 1999 – Niemiec, arcymistrz od 1992 roku.

## Kariera szachowa
Pierwsze sukcesy zaczął odnosić pod koniec lat 80. (na liście rankingowej FIDE w dniu 1 stycznia 1989 r. notowany był z rezultatem 2415 pkt). Wkrótce odniósł kilka znaczących wyników na arenie międzynarodowej, m.in. w Budapeszcie (1991, dz. I m. z Michaiłem Szereszewskim), Paryżu (1991, dz. I m. z Kevinem Spraggettem i Andriejem Charłowem), Sztokholmie (Rilton Cup 1991/92, dz. I m. z Margeirem Peturssonem i Danem Cramlingiem), Heraklionie (1992, I m.) i Tel Awiwie (1992, dz. I m. z Ilią Smirinem). W kolejnych latach wielokrotnie zwyciężał bądź dzielił I miejsca w turniejach międzynarodowych, m.in.:
- 1993 – Kopenhaga (Politiken Cup, z Johnem Emmsem i Henrikiem Danielsenem),
- 1995 – Weilburg (z Edvinsem Kengisem, Dariusem Zagorskisem(inne języki) i Michaiłem Gołubiewem),
- 1996 – Wangs Pizol, Genewa,
- 1997 – Koszalin (Mk Cafe Cup, z Jackiem Gdańskim),
- 1998 – Sztokholm (Rilton Cup 1997/98), Koszalin (Mk Cafe Cup), San Marino, Porto San Giorgio (m.in. z Igorem Glekiem), Padwa (m.in. z Michele Godeną i Giennadijem Timoszczenko),
- 2000 – Nowy Jork (m.in. z Peterem Heine Nielsenem),
- 2001 – Bratto (m.in. z Władimirem Jepiszynem, Wadimem Miłowem, Sinisą Draziciem i Michele Godeną), Ano Liosia (2000/01, m.in. z Siergiejem Szipowem, Leonidem Judasinem, Władimirem Bakłanem i Hristosem Banikasem),
- 2002 – Genewa (z Władimirem Burmakinem i Siemionem Dwojrisem), Bad Wiessee (z Michaelem Oratovskym, Lewonem Aronianem, Geraldem Hertneckiem, Konstantinem Landą, Rolandem Schmaltzem i Władimirem Małachowem),
- 2003 – Genewa (z Siemionem Dwojrisem),
- 2004 – Andora (z Branko Damljanoviciem, Lluisem Comasem Fabrego i Laurentem Fressinetem), Bad Wiessee (z Piotrem Bobrasem, Igorem Kurnosowem, Witalijem Gołodem i Karelem van der Weide),
- 2006 – Andora, Bad Homburg, Drezno (ZMD Open, z Jewgienijem Postnym i Aleksandrem Grafem),
- 2007 – Genewa, Bad Homburg.

W 1997 r. zdobył w barwach klubu „Stilon” Gorzów Wielkopolski tytuł drużynowego mistrza Polski, uzyskując najlepszy indywidualny wynik na II szachownicy (9 pkt w 11 partiach). W 2001 r. wziął udział w pucharowym turnieju o mistrzostwo świata, w I rundzie pokonując Karena Asriana, ale w II przegrywając z Rustamem Kasimdżanowem. W 2010 r. zdobył w Bad Liebenzell srebrny medal mistrzostw Niemiec, natomiast w 2011 r. zdobył w Bonn tytuł mistrza kraju.
Wielokrotnie reprezentował Niemcy w turniejach drużynowych, m.in.:
- dwukrotnie na olimpiadach szachowych (w latach 2008, 2012)[6],
- na drużynowych mistrzostwach świata (w roku 2013)[7],
- dwukrotnie na drużynowych mistrzostwach Europy (w latach 2009, 2013)[8].

Najwyższy ranking w dotychczasowej karierze osiągnął 1 maja 2012 r., z wynikiem 2670 punktów zajmował wówczas 84. miejsce na światowej liście FIDE, jednocześnie zajmując 2. miejsce (za Arkadijem Naiditschem) wśród niemieckich szachistów.